# 史密森尼民俗與文化傳統中心
史密森尼民俗與文化傳統中心（英語：The Smithsonian Center for Folklife and Cultural Heritage）是美國博物館與研究機構組織史密森尼學會旗下的一個研究中心，主要的任務是研究、收集與保存美國當地與來自世界各地的當代草根文化。研究中心的辦公室設在華盛頓國家廣場旁、馬里蘭大道上的首都藝廊大樓（Capital Gallery Building）內。
最初民俗與文化傳統中心原本是史密森尼學會表演藝術部門的一部分，直到1980年時才成立獨立的民俗計畫辦公室（Office of Folklife Programs）。1987年時，該辦公室收購了唱片品牌民謠唱片（Folkways Records）與其旗下的民俗文化與民謠音樂收藏，成為核心館藏。1999年，辦公室更名為目前的民俗與文化傳統中心，以反應研究方向與功能上的改變。
除了收藏與經營民謠與民俗藝術作品外，民俗與文化傳統中心還有另一個重要的工作，就是舉辦年度性的史密森尼民俗節（Smithsonian Folklife Festival）。這是一個起源於1967年時、以國家廣場為場地所舉辦的美國民俗文化展覽，初期原稱「美國民俗節」（Festival of American Folklife），但因為隨著活動知名度的提升有越來越多來自其他國家的創作者與表演者前來參與，因此在1998年時更名為史密森尼民俗節，不再將名稱侷限在美國本土的創作與表演。

## 外部連結
- 史密森尼民俗與文化傳統中心官方網站（英文）

38°53′11.1″N 77°01′17.3″W / 38.886417°N 77.021472°W